# Liste des planètes mineures non numérotées découvertes en novembre 2019
Pour un article plus général, voir Liste des planètes mineures non numérotées découvertes en 2019.
Pour un article plus général, voir Liste des planètes mineures.
Cet article dresse la liste des planètes mineures (astéroïdes, centaures, objets transneptuniens et assimilés) non numérotées découvertes en novembre 2019 dans l'ordre de leur découverte.
Au 15 janvier 2025, 661 077 des 1 434 993 planètes mineures répertoriées par le Centre des planètes mineures ne sont pas encore numérotées, soit 46,07 %.

## Rappel concernant la désignation provisoire
La désignation provisoire indique l'ordre de découverte de ces objets. En effet, cette désignation est composée de l'année de découverte (par exemple 2019) suivie de la quinzaine (demi-mois) de découverte (p.e. A = 1-15 janvier) puis de l'ordre de découverte dans cette quinzaine. Cet ordre est indiqué par une lettre et éventuellement un chiffre comme suit : A pour la première découverte, B pour la deuxième, ..., Z pour la 25e (le I n'est pas utilisé pour éviter la confusion avec 1), A1 pour la 26e, B1 pour la 27e, etc. , Z1 pour la 50e, A2 pour la 51e, B2 pour la 52e, etc. L'ordre de la numérotation ne suit donc pas l'ordre alphanumérique. 2019 AA1 suit ainsi 2019 AZ et précède 2019 AB1.

## Listes

### Du1erau 15 novembre 2019
- 2019 VA
- 2019 VB
- 2019 VC
- 2019 VD
- 2019 VE
- 2019 VF
- 2019 VH
- 2019 VJ
- 2019 VK
- 2019 VL
- 2019 VM
- 2019 VN
- 2019 VO
- 2019 VP
- 2019 VQ
- 2019 VR
- 2019 VS
- 2019 VT
- 2019 VU
- 2019 VV
- 2019 VW
- 2019 VX
- 2019 VY
- 2019 VZ
- 2019 VA1
- 2019 VD1
- 2019 VE1
- 2019 VF1
- 2019 VG1
- 2019 VH1
- 2019 VJ1
- 2019 VK1
- 2019 VL1
- 2019 VM1
- 2019 VO1
- 2019 VP1
- 2019 VQ1
- 2019 VR1
- 2019 VS1
- 2019 VT1
- 2019 VU1
- 2019 VV1
- 2019 VW1
- 2019 VX1
- 2019 VY1
- 2019 VZ1
- 2019 VA2
- 2019 VB2
- 2019 VD2
- 2019 VE2
- 2019 VF2
- 2019 VG2
- 2019 VH2
- 2019 VJ2
- 2019 VK2
- 2019 VL2
- 2019 VM2
- 2019 VN2
- 2019 VO2
- 2019 VP2
- 2019 VQ2
- 2019 VS2
- 2019 VT2
- 2019 VU2
- 2019 VV2
- 2019 VW2
- 2019 VX2
- 2019 VY2
- 2019 VZ2
- 2019 VA3
- 2019 VB3
- 2019 VC3
- 2019 VD3
- 2019 VE3
- 2019 VF3
- 2019 VG3
- 2019 VH3
- 2019 VJ3
- 2019 VK3
- 2019 VL3
- 2019 VM3
- 2019 VN3
- 2019 VO3
- 2019 VP3
- 2019 VQ3
- 2019 VR3
- 2019 VS3
- 2019 VT3
- 2019 VU3
- 2019 VV3
- 2019 VW3
- 2019 VX3
- 2019 VY3
- 2019 VZ3
- 2019 VA4
- 2019 VB4
- 2019 VC4
- 2019 VE4
- 2019 VG4
- 2019 VH4
- 2019 VJ4
- 2019 VK4
- 2019 VL4
- 2019 VM4
- 2019 VN4
- 2019 VO4
- 2019 VP4
- 2019 VQ4
- 2019 VR4
- 2019 VS4
- 2019 VT4
- 2019 VU4
- 2019 VW4
- 2019 VX4
- 2019 VY4
- 2019 VZ4
- 2019 VB5
- 2019 VC5
- 2019 VD5
- 2019 VE5
- 2019 VF5
- 2019 VH5
- 2019 VJ5
- 2019 VK5
- 2019 VL5
- 2019 VM5
- 2019 VP5
- 2019 VR5
- 2019 VS5
- 2019 VT5
- 2019 VU5
- 2019 VV5
- 2019 VW5
- 2019 VX5
- 2019 VY5
- 2019 VA6
- 2019 VD6
- 2019 VF6
- 2019 VG6
- 2019 VH6
- 2019 VL6
- 2019 VO6
- 2019 VP6
- 2019 VQ6
- 2019 VS6
- 2019 VV6
- 2019 VY6
- 2019 VZ6
- 2019 VB7
- 2019 VC7
- 2019 VE7
- 2019 VF7
- 2019 VH7
- 2019 VJ7
- 2019 VK7
- 2019 VR7
- 2019 VS7
- 2019 VU7
- 2019 VV7
- 2019 VW7
- 2019 VZ7
- 2019 VB8
- 2019 VJ8
- 2019 VM8
- 2019 VN8
- 2019 VO8
- 2019 VP8
- 2019 VR8
- 2019 VS8
- 2019 VT8
- 2019 VU8
- 2019 VV8
- 2019 VW8
- 2019 VX8
- 2019 VY8
- 2019 VZ8
- 2019 VB9
- 2019 VC9
- 2019 VE9
- 2019 VF9
- 2019 VG9
- 2019 VJ9
- 2019 VK9
- 2019 VL9
- 2019 VM9
- 2019 VN9
- 2019 VQ9
- 2019 VU9
- 2019 VV9
- 2019 VW9
- 2019 VY9
- 2019 VZ9
- 2019 VB10
- 2019 VC10
- 2019 VD10
- 2019 VE10
- 2019 VF10
- 2019 VH10
- 2019 VJ10
- 2019 VK10
- 2019 VL10
- 2019 VM10
- 2019 VN10
- 2019 VO10
- 2019 VP10
- 2019 VR10
- 2019 VS10
- 2019 VT10
- 2019 VU10
- 2019 VV10
- 2019 VW10
- 2019 VX10
- 2019 VY10
- 2019 VZ10
- 2019 VA11
- 2019 VB11
- 2019 VC11
- 2019 VD11
- 2019 VE11
- 2019 VF11
- 2019 VG11
- 2019 VH11
- 2019 VJ11
- 2019 VK11
- 2019 VL11
- 2019 VM11
- 2019 VN11
- 2019 VO11
- 2019 VP11
- 2019 VQ11
- 2019 VS11
- 2019 VT11
- 2019 VU11
- 2019 VV11
- 2019 VW11
- 2019 VX11
- 2019 VY11
- 2019 VZ11
- 2019 VA12
- 2019 VB12
- 2019 VC12
- 2019 VD12
- 2019 VE12
- 2019 VF12
- 2019 VG12
- 2019 VH12
- 2019 VJ12
- 2019 VK12
- 2019 VL12
- 2019 VM12
- 2019 VN12
- 2019 VO12
- 2019 VP12
- 2019 VQ12
- 2019 VR12
- 2019 VS12
- 2019 VT12
- 2019 VU12
- 2019 VV12
- 2019 VW12
- 2019 VX12
- 2019 VY12
- 2019 VZ12
- 2019 VA13
- 2019 VB13
- 2019 VD13
- 2019 VE13
- 2019 VH13
- 2019 VJ13
- 2019 VK13
- 2019 VL13
- 2019 VM13
- 2019 VN13
- 2019 VO13
- 2019 VP13
- 2019 VQ13
- 2019 VR13
- 2019 VS13
- 2019 VT13
- 2019 VU13
- 2019 VW13
- 2019 VX13
- 2019 VY13
- 2019 VZ13
- 2019 VA14
- 2019 VB14
- 2019 VC14
- 2019 VD14
- 2019 VE14
- 2019 VF14
- 2019 VG14
- 2019 VH14
- 2019 VJ14
- 2019 VK14
- 2019 VM14
- 2019 VN14
- 2019 VO14
- 2019 VQ14
- 2019 VR14
- 2019 VS14
- 2019 VT14
- 2019 VU14
- 2019 VV14
- 2019 VW14
- 2019 VX14
- 2019 VY14
- 2019 VZ14
- 2019 VC15
- 2019 VD15
- 2019 VE15
- 2019 VF15
- 2019 VG15
- 2019 VH15
- 2019 VJ15
- 2019 VK15
- 2019 VL15
- 2019 VM15
- 2019 VN15
- 2019 VO15
- 2019 VP15
- 2019 VQ15
- 2019 VR15
- 2019 VS15
- 2019 VT15
- 2019 VU15
- 2019 VV15
- 2019 VW15
- 2019 VX15
- 2019 VY15
- 2019 VZ15
- 2019 VA16
- 2019 VB16
- 2019 VD16
- 2019 VE16
- 2019 VF16
- 2019 VG16
- 2019 VH16
- 2019 VJ16
- 2019 VK16
- 2019 VL16
- 2019 VM16
- 2019 VN16
- 2019 VO16
- 2019 VP16
- 2019 VQ16
- 2019 VR16
- 2019 VS16
- 2019 VT16
- 2019 VU16
- 2019 VV16
- 2019 VW16
- 2019 VX16
- 2019 VY16
- 2019 VZ16
- 2019 VA17
- 2019 VB17
- 2019 VC17
- 2019 VD17
- 2019 VE17
- 2019 VF17
- 2019 VG17
- 2019 VH17
- 2019 VK17
- 2019 VL17
- 2019 VM17
- 2019 VN17
- 2019 VP17
- 2019 VR17
- 2019 VS17
- 2019 VT17
- 2019 VU17
- 2019 VV17
- 2019 VW17
- 2019 VX17
- 2019 VY17
- 2019 VZ17
- 2019 VA18
- 2019 VB18
- 2019 VC18
- 2019 VD18
- 2019 VE18
- 2019 VF18
- 2019 VG18
- 2019 VH18
- 2019 VJ18
- 2019 VK18
- 2019 VL18
- 2019 VM18
- 2019 VN18
- 2019 VO18
- 2019 VP18
- 2019 VR18
- 2019 VS18
- 2019 VT18
- 2019 VV18
- 2019 VX18
- 2019 VY18
- 2019 VZ18
- 2019 VA19
- 2019 VB19
- 2019 VC19
- 2019 VE19
- 2019 VF19
- 2019 VG19
- 2019 VJ19
- 2019 VK19
- 2019 VL19
- 2019 VM19
- 2019 VN19
- 2019 VP19
- 2019 VR19
- 2019 VS19
- 2019 VT19
- 2019 VU19
- 2019 VV19
- 2019 VW19
- 2019 VZ19
- 2019 VA20
- 2019 VB20
- 2019 VC20
- 2019 VD20
- 2019 VE20
- 2019 VF20
- 2019 VG20
- 2019 VH20
- 2019 VJ20
- 2019 VK20
- 2019 VL20
- 2019 VM20
- 2019 VN20
- 2019 VO20
- 2019 VP20
- 2019 VQ20
- 2019 VR20
- 2019 VS20
- 2019 VT20
- 2019 VU20
- 2019 VV20
- 2019 VW20
- 2019 VX20
- 2019 VY20
- 2019 VZ20
- 2019 VA21
- 2019 VB21
- 2019 VC21
- 2019 VD21
- 2019 VE21
- 2019 VF21
- 2019 VH21
- 2019 VJ21
- 2019 VL21
- 2019 VM21
- 2019 VN21
- 2019 VO21
- 2019 VP21
- 2019 VQ21
- 2019 VR21
- 2019 VS21
- 2019 VT21
- 2019 VU21
- 2019 VW21
- 2019 VX21
- 2019 VY21
- 2019 VZ21
- 2019 VA22
- 2019 VB22
- 2019 VC22
- 2019 VD22
- 2019 VE22
- 2019 VF22
- 2019 VG22
- 2019 VH22
- 2019 VK22
- 2019 VL22
- 2019 VM22
- 2019 VO22
- 2019 VP22
- 2019 VQ22
- 2019 VR22
- 2019 VS22
- 2019 VT22
- 2019 VU22
- 2019 VW22
- 2019 VX22
- 2019 VY22
- 2019 VZ22
- 2019 VA23
- 2019 VB23
- 2019 VC23
- 2019 VD23
- 2019 VE23
- 2019 VG23
- 2019 VJ23
- 2019 VK23
- 2019 VN23
- 2019 VP23
- 2019 VQ23
- 2019 VR23
- 2019 VS23
- 2019 VT23
- 2019 VU23
- 2019 VV23
- 2019 VW23
- 2019 VY23
- 2019 VA24
- 2019 VB24
- 2019 VC24
- 2019 VD24
- 2019 VE24
- 2019 VG24
- 2019 VJ24
- 2019 VK24
- 2019 VL24
- 2019 VM24
- 2019 VN24
- 2019 VO24
- 2019 VP24
- 2019 VQ24
- 2019 VR24
- 2019 VS24
- 2019 VT24
- 2019 VU24
- 2019 VV24
- 2019 VW24
- 2019 VX24
- 2019 VY24
- 2019 VZ24
- 2019 VC25
- 2019 VE25
- 2019 VF25
- 2019 VG25
- 2019 VH25
- 2019 VJ25
- 2019 VK25
- 2019 VL25
- 2019 VM25
- 2019 VN25
- 2019 VO25
- 2019 VP25
- 2019 VR25
- 2019 VS25
- 2019 VT25
- 2019 VW25
- 2019 VX25
- 2019 VY25
- 2019 VZ25
- 2019 VA26
- 2019 VB26
- 2019 VC26
- 2019 VD26
- 2019 VE26
- 2019 VF26
- 2019 VG26
- 2019 VH26
- 2019 VJ26
- 2019 VK26
- 2019 VL26
- 2019 VM26
- 2019 VN26
- 2019 VO26
- 2019 VP26
- 2019 VQ26
- 2019 VR26
- 2019 VS26
- 2019 VT26
- 2019 VU26
- 2019 VV26
- 2019 VW26
- 2019 VX26
- 2019 VY26
- 2019 VZ26
- 2019 VA27
- 2019 VB27
- 2019 VC27
- 2019 VD27
- 2019 VE27
- 2019 VF27
- 2019 VG27
- 2019 VH27
- 2019 VJ27
- 2019 VK27
- 2019 VL27
- 2019 VM27
- 2019 VN27
- 2019 VO27
- 2019 VP27
- 2019 VQ27
- 2019 VR27
- 2019 VS27
- 2019 VT27
- 2019 VU27
- 2019 VV27
- 2019 VW27
- 2019 VZ27
- 2019 VA28
- 2019 VB28
- 2019 VC28
- 2019 VD28
- 2019 VE28
- 2019 VF28
- 2019 VG28
- 2019 VH28
- 2019 VJ28
- 2019 VK28
- 2019 VL28
- 2019 VN28
- 2019 VO28
- 2019 VP28
- 2019 VQ28
- 2019 VR28
- 2019 VS28
- 2019 VT28
- 2019 VU28
- 2019 VV28
- 2019 VW28
- 2019 VX28
- 2019 VY28
- 2019 VZ28
- 2019 VA29
- 2019 VC29
- 2019 VD29
- 2019 VE29
- 2019 VF29
- 2019 VG29
- 2019 VH29
- 2019 VK29
- 2019 VL29
- 2019 VS29
- 2019 VU29
- 2019 VW29
- 2019 VX29
- 2019 VY29
- 2019 VZ29
- 2019 VA30
- 2019 VD30
- 2019 VE30
- 2019 VF30
- 2019 VG30
- 2019 VJ30
- 2019 VK30
- 2019 VL30
- 2019 VM30
- 2019 VO30
- 2019 VP30
- 2019 VQ30
- 2019 VR30
- 2019 VS30
- 2019 VT30
- 2019 VU30
- 2019 VX30
- 2019 VY30
- 2019 VZ30
- 2019 VD31
- 2019 VE31
- 2019 VF31
- 2019 VG31
- 2019 VH31
- 2019 VJ31
- 2019 VM31
- 2019 VN31
- 2019 VO31
- 2019 VP31
- 2019 VQ31
- 2019 VR31
- 2019 VT31
- 2019 VV31
- 2019 VW31
- 2019 VX31
- 2019 VY31
- 2019 VZ31
- 2019 VA32
- 2019 VB32
- 2019 VC32
- 2019 VD32
- 2019 VE32
- 2019 VF32
- 2019 VG32
- 2019 VH32
- 2019 VJ32
- 2019 VM32
- 2019 VN32
- 2019 VP32
- 2019 VQ32
- 2019 VR32
- 2019 VS32
- 2019 VT32
- 2019 VU32
- 2019 VV32
- 2019 VW32
- 2019 VY32
- 2019 VZ32
- 2019 VA33
- 2019 VB33
- 2019 VC33
- 2019 VD33
- 2019 VF33
- 2019 VG33
- 2019 VH33
- 2019 VJ33
- 2019 VL33
- 2019 VN33
- 2019 VO33
- 2019 VP33
- 2019 VS33
- 2019 VT33
- 2019 VX33
- 2019 VY33
- 2019 VZ33
- 2019 VA34
- 2019 VB34
- 2019 VC34
- 2019 VD34
- 2019 VE34
- 2019 VF34
- 2019 VG34
- 2019 VH34
- 2019 VJ34
- 2019 VN34
- 2019 VO34
- 2019 VP34
- 2019 VQ34
- 2019 VR34
- 2019 VT34
- 2019 VU34
- 2019 VV34
- 2019 VX34
- 2019 VY34
- 2019 VZ34
- 2019 VB35
- 2019 VD35
- 2019 VE35
- 2019 VF35
- 2019 VG35
- 2019 VJ35
- 2019 VK35
- 2019 VL35
- 2019 VM35
- 2019 VN35
- 2019 VO35
- 2019 VP35
- 2019 VQ35
- 2019 VR35
- 2019 VT35
- 2019 VU35
- 2019 VV35
- 2019 VW35
- 2019 VX35
- 2019 VY35
- 2019 VZ35
- 2019 VA36
- 2019 VB36
- 2019 VC36
- 2019 VD36
- 2019 VE36
- 2019 VF36
- 2019 VG36
- 2019 VH36
- 2019 VJ36
- 2019 VK36
- 2019 VL36
- 2019 VM36
- 2019 VN36
- 2019 VO36
- 2019 VP36
- 2019 VQ36
- 2019 VR36
- 2019 VS36
- 2019 VT36
- 2019 VU36
- 2019 VV36
- 2019 VW36
- 2019 VX36
- 2019 VY36
- 2019 VZ36
- 2019 VA37
- 2019 VB37
- 2019 VC37
- 2019 VD37
- 2019 VE37
- 2019 VF37
- 2019 VG37
- 2019 VH37
- 2019 VJ37
- 2019 VK37
- 2019 VL37
- 2019 VM37
- 2019 VN37
- 2019 VO37
- 2019 VP37
- 2019 VQ37
- 2019 VR37
- 2019 VS37
- 2019 VU37
- 2019 VV37
- 2019 VW37
- 2019 VX37
- 2019 VY37
- 2019 VB38
- 2019 VC38
- 2019 VD38
- 2019 VE38
- 2019 VF38
- 2019 VG38
- 2019 VH38
- 2019 VJ38
- 2019 VK38
- 2019 VL38
- 2019 VM38
- 2019 VN38
- 2019 VO38
- 2019 VP38
- 2019 VQ38
- 2019 VR38
- 2019 VS38
- 2019 VT38
- 2019 VU38
- 2019 VV38
- 2019 VW38
- 2019 VX38
- 2019 VY38
- 2019 VZ38
- 2019 VA39
- 2019 VB39
- 2019 VC39
- 2019 VD39
- 2019 VE39
- 2019 VF39
- 2019 VG39
- 2019 VH39
- 2019 VJ39
- 2019 VK39
- 2019 VL39
- 2019 VM39
- 2019 VN39
- 2019 VO39
- 2019 VP39
- 2019 VQ39
- 2019 VS39
- 2019 VT39
- 2019 VU39
- 2019 VV39
- 2019 VW39
- 2019 VX39
- 2019 VY39
- 2019 VZ39
- 2019 VA40
- 2019 VC40
- 2019 VD40
- 2019 VE40
- 2019 VF40
- 2019 VG40
- 2019 VH40
- 2019 VJ40
- 2019 VK40
- 2019 VL40
- 2019 VM40
- 2019 VN40
- 2019 VO40
- 2019 VP40
- 2019 VQ40
- 2019 VR40
- 2019 VS40
- 2019 VT40
- 2019 VU40
- 2019 VV40
- 2019 VW40
- 2019 VX40
- 2019 VY40
- 2019 VZ40
- 2019 VA41
- 2019 VB41
- 2019 VC41
- 2019 VD41
- 2019 VE41
- 2019 VF41
- 2019 VG41
- 2019 VH41
- 2019 VJ41
- 2019 VK41
- 2019 VL41
- 2019 VM41
- 2019 VN41
- 2019 VO41
- 2019 VP41
- 2019 VQ41
- 2019 VR41
- 2019 VS41
- 2019 VT41
- 2019 VU41
- 2019 VV41
- 2019 VW41
- 2019 VZ41
- 2019 VA42
- 2019 VB42
- 2019 VC42
- 2019 VD42
- 2019 VE42
- 2019 VF42
- 2019 VG42
- 2019 VH42
- 2019 VJ42
- 2019 VK42
- 2019 VL42
- 2019 VM42
- 2019 VN42
- 2019 VO42
- 2019 VP42
- 2019 VQ42
- 2019 VR42
- 2019 VS42
- 2019 VT42
- 2019 VU42
- 2019 VV42
- 2019 VW42
- 2019 VX42
- 2019 VY42
- 2019 VZ42
- 2019 VA43
- 2019 VC43
- 2019 VD43
- 2019 VE43
- 2019 VF43
- 2019 VG43
- 2019 VH43
- 2019 VJ43
- 2019 VK43
- 2019 VL43
- 2019 VM43
- 2019 VN43
- 2019 VO43
- 2019 VQ43
- 2019 VR43
- 2019 VS43
- 2019 VT43
- 2019 VU43
- 2019 VV43
- 2019 VW43
- 2019 VX43
- 2019 VY43
- 2019 VZ43
- 2019 VA44
- 2019 VB44
- 2019 VC44
- 2019 VD44
- 2019 VE44
- 2019 VF44
- 2019 VG44
- 2019 VH44
- 2019 VJ44
- 2019 VK44
- 2019 VL44
- 2019 VM44
- 2019 VN44
- 2019 VO44
- 2019 VP44
- 2019 VQ44
- 2019 VR44
- 2019 VS44
- 2019 VT44
- 2019 VU44
- 2019 VV44
- 2019 VW44
- 2019 VX44
- 2019 VY44
- 2019 VZ44
- 2019 VA45
- 2019 VB45
- 2019 VC45
- 2019 VD45
- 2019 VE45
- 2019 VF45
- 2019 VG45
- 2019 VJ45
- 2019 VK45
- 2019 VL45
- 2019 VM45
- 2019 VN45
- 2019 VO45
- 2019 VP45
- 2019 VQ45
- 2019 VR45
- 2019 VS45
- 2019 VT45
- 2019 VU45
- 2019 VV45
- 2019 VW45
- 2019 VX45
- 2019 VY45
- 2019 VZ45
- 2019 VA46
- 2019 VC46
- 2019 VD46
- 2019 VE46
- 2019 VF46
- 2019 VG46
- 2019 VH46
- 2019 VJ46
- 2019 VK46
- 2019 VL46
- 2019 VM46
- 2019 VN46
- 2019 VO46
- 2019 VP46
- 2019 VQ46
- 2019 VR46
- 2019 VS46
- 2019 VT46
- 2019 VU46
- 2019 VV46
- 2019 VW46
- 2019 VX46
- 2019 VY46
- 2019 VZ46
- 2019 VA47
- 2019 VB47
- 2019 VC47
- 2019 VD47
- 2019 VE47
- 2019 VF47
- 2019 VG47
- 2019 VH47
- 2019 VJ47
- 2019 VK47
- 2019 VL47
- 2019 VM47
- 2019 VN47
- 2019 VO47
- 2019 VP47
- 2019 VQ47
- 2019 VR47
- 2019 VS47
- 2019 VT47
- 2019 VU47
- 2019 VV47
- 2019 VW47
- 2019 VX47
- 2019 VY47
- 2019 VZ47
- 2019 VA48
- 2019 VB48
- 2019 VC48
- 2019 VD48
- 2019 VE48
- 2019 VF48
- 2019 VG48
- 2019 VH48
- 2019 VJ48
- 2019 VK48
- 2019 VL48
- 2019 VM48
- 2019 VN48
- 2019 VO48
- 2019 VP48
- 2019 VQ48
- 2019 VR48
- 2019 VS48
- 2019 VT48
- 2019 VU48
- 2019 VV48
- 2019 VW48
- 2019 VX48
- 2019 VY48
- 2019 VA49
- 2019 VB49
- 2019 VC49
- 2019 VD49
- 2019 VE49
- 2019 VF49
- 2019 VG49
- 2019 VH49
- 2019 VJ49
- 2019 VK49
- 2019 VL49
- 2019 VM49
- 2019 VN49
- 2019 VO49
- 2019 VP49
- 2019 VQ49
- 2019 VR49
- 2019 VS49
- 2019 VT49
- 2019 VU49
- 2019 VV49
- 2019 VW49
- 2019 VX49
- 2019 VY49
- 2019 VZ49
- 2019 VA50
- 2019 VB50
- 2019 VC50
- 2019 VD50
- 2019 VE50
- 2019 VF50
- 2019 VG50
- 2019 VH50
- 2019 VK50
- 2019 VL50
- 2019 VN50
- 2019 VO50
- 2019 VP50
- 2019 VQ50
- 2019 VS50
- 2019 VT50
- 2019 VU50
- 2019 VV50
- 2019 VW50
- 2019 VX50
- 2019 VY50
- 2019 VZ50
- 2019 VB51
- 2019 VC51
- 2019 VD51
- 2019 VE51
- 2019 VF51
- 2019 VG51
- 2019 VH51
- 2019 VJ51
- 2019 VK51
- 2019 VL51
- 2019 VM51
- 2019 VN51
- 2019 VO51
- 2019 VP51
- 2019 VQ51
- 2019 VR51
- 2019 VS51
- 2019 VT51
- 2019 VU51
- 2019 VV51
- 2019 VW51
- 2019 VX51
- 2019 VY51
- 2019 VZ51
- 2019 VA52
- 2019 VB52
- 2019 VC52
- 2019 VD52
- 2019 VE52
- 2019 VF52
- 2019 VG52
- 2019 VH52
- 2019 VJ52
- 2019 VK52
- 2019 VL52
- 2019 VM52
- 2019 VN52
- 2019 VO52
- 2019 VP52
- 2019 VQ52
- 2019 VR52
- 2019 VS52
- 2019 VT52
- 2019 VU52
- 2019 VV52
- 2019 VW52
- 2019 VX52
- 2019 VY52
- 2019 VZ52
- 2019 VA53
- 2019 VB53
- 2019 VC53
- 2019 VD53
- 2019 VE53
- 2019 VF53
- 2019 VG53
- 2019 VH53
- 2019 VJ53
- 2019 VK53
- 2019 VL53
- 2019 VM53
- 2019 VN53
- 2019 VO53
- 2019 VP53
- 2019 VQ53
- 2019 VR53
- 2019 VT53
- 2019 VU53
- 2019 VV53
- 2019 VW53
- 2019 VX53
- 2019 VY53
- 2019 VZ53
- 2019 VA54
- 2019 VB54
- 2019 VC54
- 2019 VD54
- 2019 VE54
- 2019 VF54
- 2019 VG54
- 2019 VH54
- 2019 VJ54
- 2019 VK54
- 2019 VL54
- 2019 VM54
- 2019 VN54
- 2019 VO54
- 2019 VP54
- 2019 VQ54
- 2019 VR54
- 2019 VS54
- 2019 VT54
- 2019 VU54
- 2019 VV54
- 2019 VW54
- 2019 VX54
- 2019 VY54
- 2019 VZ54
- 2019 VA55
- 2019 VB55
- 2019 VC55
- 2019 VD55
- 2019 VE55
- 2019 VF55
- 2019 VG55
- 2019 VH55
- 2019 VJ55
- 2019 VK55
- 2019 VL55
- 2019 VM55
- 2019 VN55
- 2019 VO55
- 2019 VP55
- 2019 VQ55
- 2019 VR55
- 2019 VS55
- 2019 VT55
- 2019 VU55
- 2019 VV55
- 2019 VW55
- 2019 VX55
- 2019 VY55
- 2019 VZ55
- 2019 VA56
- 2019 VB56
- 2019 VC56
- 2019 VD56
- 2019 VE56
- 2019 VF56
- 2019 VG56
- 2019 VH56
- 2019 VJ56
- 2019 VK56
- 2019 VL56
- 2019 VM56
- 2019 VN56
- 2019 VO56
- 2019 VQ56
- 2019 VR56
- 2019 VS56
- 2019 VT56
- 2019 VU56
- 2019 VV56
- 2019 VW56
- 2019 VX56
- 2019 VY56
- 2019 VZ56
- 2019 VA57
- 2019 VB57
- 2019 VC57
- 2019 VD57
- 2019 VE57
- 2019 VF57
- 2019 VG57
- 2019 VH57
- 2019 VJ57
- 2019 VK57
- 2019 VL57
- 2019 VM57
- 2019 VN57
- 2019 VO57
- 2019 VP57
- 2019 VQ57
- 2019 VR57
- 2019 VS57
- 2019 VT57
- 2019 VU57
- 2019 VV57
- 2019 VW57
- 2019 VX57
- 2019 VY57
- 2019 VZ57
- 2019 VA58
- 2019 VB58
- 2019 VC58
- 2019 VD58
- 2019 VE58
- 2019 VF58
- 2019 VG58
- 2019 VH58
- 2019 VJ58
- 2019 VK58
- 2019 VL58
- 2019 VM58
- 2019 VN58
- 2019 VO58
- 2019 VP58
- 2019 VQ58
- 2019 VR58
- 2019 VS58
- 2019 VT58
- 2019 VU58
- 2019 VV58
- 2019 VW58
- 2019 VX58
- 2019 VY58
- 2019 VZ58
- 2019 VA59
- 2019 VB59
- 2019 VC59
- 2019 VD59
- 2019 VE59
- 2019 VF59
- 2019 VG59
- 2019 VH59
- 2019 VJ59
- 2019 VK59
- 2019 VL59
- 2019 VM59
- 2019 VN59
- 2019 VO59
- 2019 VP59
- 2019 VQ59
- 2019 VR59
- 2019 VS59
- 2019 VT59
- 2019 VU59
- 2019 VV59
- 2019 VW59
- 2019 VX59
- 2019 VY59
- 2019 VZ59
- 2019 VA60
- 2019 VB60
- 2019 VC60
- 2019 VD60
- 2019 VE60
- 2019 VF60
- 2019 VG60
- 2019 VH60
- 2019 VJ60
- 2019 VK60
- 2019 VL60
- 2019 VM60
- 2019 VN60
- 2019 VO60
- 2019 VP60
- 2019 VQ60
- 2019 VR60
- 2019 VS60
- 2019 VT60
- 2019 VU60
- 2019 VV60
- 2019 VW60
- 2019 VY60
- 2019 VZ60
- 2019 VA61
- 2019 VB61
- 2019 VC61
- 2019 VD61
- 2019 VF61
- 2019 VG61
- 2019 VH61
- 2019 VJ61
- 2019 VK61
- 2019 VL61
- 2019 VM61
- 2019 VN61
- 2019 VO61
- 2019 VP61
- 2019 VQ61
- 2019 VR61
- 2019 VS61
- 2019 VT61
- 2019 VU61
- 2019 VV61
- 2019 VW61
- 2019 VX61
- 2019 VY61
- 2019 VZ61
- 2019 VA62
- 2019 VB62
- 2019 VC62
- 2019 VD62
- 2019 VE62
- 2019 VF62
- 2019 VG62
- 2019 VH62
- 2019 VJ62
- 2019 VK62
- 2019 VL62
- 2019 VM62
- 2019 VN62
- 2019 VO62
- 2019 VP62
- 2019 VQ62
- 2019 VR62
- 2019 VS62
- 2019 VT62
- 2019 VU62
- 2019 VV62
- 2019 VW62
- 2019 VX62
- 2019 VZ62
- 2019 VA63
- 2019 VB63
- 2019 VC63
- 2019 VD63
- 2019 VE63
- 2019 VF63
- 2019 VH63
- 2019 VJ63
- 2019 VK63
- 2019 VL63
- 2019 VM63
- 2019 VN63
- 2019 VO63
- 2019 VR63
- 2019 VS63
- 2019 VT63
- 2019 VU63
- 2019 VV63
- 2019 VW63
- 2019 VX63
- 2019 VY63
- 2019 VZ63
- 2019 VA64
- 2019 VB64
- 2019 VC64
- 2019 VD64
- 2019 VE64
- 2019 VF64
- 2019 VG64
- 2019 VH64
- 2019 VJ64
- 2019 VK64
- 2019 VL64
- 2019 VM64
- 2019 VN64
- 2019 VO64
- 2019 VP64
- 2019 VQ64
- 2019 VR64
- 2019 VS64
- 2019 VT64
- 2019 VU64
- 2019 VV64
- 2019 VW64
- 2019 VX64
- 2019 VZ64
- 2019 VA65
- 2019 VB65
- 2019 VC65
- 2019 VD65
- 2019 VE65
- 2019 VF65
- 2019 VG65
- 2019 VH65
- 2019 VJ65
- 2019 VK65
- 2019 VL65
- 2019 VM65
- 2019 VN65
- 2019 VO65
- 2019 VP65
- 2019 VQ65
- 2019 VR65
- 2019 VS65
- 2019 VT65
- 2019 VU65
- 2019 VV65
- 2019 VW65
- 2019 VX65
- 2019 VY65
- 2019 VZ65
- 2019 VA66
- 2019 VB66
- 2019 VC66
- 2019 VD66
- 2019 VE66
- 2019 VF66
- 2019 VG66
- 2019 VH66
- 2019 VJ66
- 2019 VK66
- 2019 VL66
- 2019 VM66
- 2019 VN66
- 2019 VO66
- 2019 VP66
- 2019 VQ66
- 2019 VR66
- 2019 VS66
- 2019 VT66
- 2019 VU66
- 2019 VV66
- 2019 VW66
- 2019 VX66
- 2019 VY66
- 2019 VZ66
- 2019 VA67
- 2019 VB67
- 2019 VC67
- 2019 VD67
- 2019 VF67
- 2019 VG67
- 2019 VH67
- 2019 VJ67
- 2019 VK67
- 2019 VL67
- 2019 VM67
- 2019 VN67
- 2019 VO67
- 2019 VP67
- 2019 VQ67
- 2019 VR67
- 2019 VS67
- 2019 VT67
- 2019 VU67

### Du 16 au 30 novembre 2019
- 2019 WA
- 2019 WB
- 2019 WC
- 2019 WD
- 2019 WE
- 2019 WF
- 2019 WG
- 2019 WH
- 2019 WJ
- 2019 WK
- 2019 WM
- 2019 WN
- 2019 WQ
- 2019 WR
- 2019 WS
- 2019 WT
- 2019 WU
- 2019 WV
- 2019 WW
- 2019 WX
- 2019 WY
- 2019 WZ
- 2019 WA1
- 2019 WC1
- 2019 WD1
- 2019 WE1
- 2019 WF1
- 2019 WG1
- 2019 WH1
- 2019 WK1
- 2019 WL1
- 2019 WM1
- 2019 WN1
- 2019 WO1
- 2019 WP1
- 2019 WQ1
- 2019 WS1
- 2019 WT1
- 2019 WU1
- 2019 WV1
- 2019 WW1
- 2019 WX1
- 2019 WY1
- 2019 WZ1
- 2019 WA2
- 2019 WB2
- 2019 WC2
- 2019 WF2
- 2019 WG2
- 2019 WH2
- 2019 WJ2
- 2019 WK2
- 2019 WL2
- 2019 WM2
- 2019 WN2
- 2019 WO2
- 2019 WP2
- 2019 WQ2
- 2019 WR2
- 2019 WS2
- 2019 WU2
- 2019 WV2
- 2019 WW2
- 2019 WZ2
- 2019 WA3
- 2019 WC3
- 2019 WD3
- 2019 WE3
- 2019 WF3
- 2019 WG3
- 2019 WH3
- 2019 WJ3
- 2019 WK3
- 2019 WL3
- 2019 WM3
- 2019 WN3
- 2019 WO3
- 2019 WP3
- 2019 WQ3
- 2019 WR3
- 2019 WS3
- 2019 WT3
- 2019 WU3
- 2019 WV3
- 2019 WW3
- 2019 WX3
- 2019 WY3
- 2019 WZ3
- 2019 WA4
- 2019 WB4
- 2019 WC4
- 2019 WE4
- 2019 WG4
- 2019 WH4
- 2019 WJ4
- 2019 WK4
- 2019 WL4
- 2019 WM4
- 2019 WN4
- 2019 WO4
- 2019 WP4
- 2019 WQ4
- 2019 WR4
- 2019 WS4
- 2019 WT4
- 2019 WU4
- 2019 WV4
- 2019 WW4
- 2019 WX4
- 2019 WY4
- 2019 WZ4
- 2019 WA5
- 2019 WB5
- 2019 WC5
- 2019 WD5
- 2019 WE5
- 2019 WG5
- 2019 WH5
- 2019 WJ5
- 2019 WK5
- 2019 WL5
- 2019 WM5
- 2019 WN5
- 2019 WO5
- 2019 WQ5
- 2019 WR5
- 2019 WS5
- 2019 WT5
- 2019 WU5
- 2019 WX5
- 2019 WY5
- 2019 WZ5
- 2019 WA6
- 2019 WB6
- 2019 WC6
- 2019 WG6
- 2019 WH6
- 2019 WJ6
- 2019 WK6
- 2019 WL6
- 2019 WM6
- 2019 WN6
- 2019 WP6
- 2019 WR6
- 2019 WS6
- 2019 WV6
- 2019 WW6
- 2019 WY6
- 2019 WB7
- 2019 WE7
- 2019 WG7
- 2019 WH7
- 2019 WL7
- 2019 WT7
- 2019 WU7
- 2019 WZ7
- 2019 WA8
- 2019 WB8
- 2019 WC8
- 2019 WD8
- 2019 WE8
- 2019 WF8
- 2019 WH8
- 2019 WK8
- 2019 WM8
- 2019 WO8
- 2019 WP8
- 2019 WQ8
- 2019 WR8
- 2019 WS8
- 2019 WT8
- 2019 WU8
- 2019 WV8
- 2019 WW8
- 2019 WX8
- 2019 WY8
- 2019 WZ8
- 2019 WA9
- 2019 WC9
- 2019 WD9
- 2019 WE9
- 2019 WF9
- 2019 WG9
- 2019 WH9
- 2019 WJ9
- 2019 WK9
- 2019 WL9
- 2019 WM9
- 2019 WN9
- 2019 WO9
- 2019 WP9
- 2019 WQ9
- 2019 WR9
- 2019 WS9
- 2019 WT9
- 2019 WV9
- 2019 WW9
- 2019 WX9
- 2019 WY9
- 2019 WZ9
- 2019 WA10
- 2019 WB10
- 2019 WC10
- 2019 WD10
- 2019 WE10
- 2019 WF10
- 2019 WG10
- 2019 WH10
- 2019 WK10
- 2019 WL10
- 2019 WM10
- 2019 WN10
- 2019 WO10
- 2019 WP10
- 2019 WQ10
- 2019 WS10
- 2019 WT10
- 2019 WU10
- 2019 WV10
- 2019 WW10
- 2019 WX10
- 2019 WY10
- 2019 WZ10
- 2019 WA11
- 2019 WB11
- 2019 WC11
- 2019 WD11
- 2019 WE11
- 2019 WF11
- 2019 WH11
- 2019 WJ11
- 2019 WK11
- 2019 WO11
- 2019 WP11
- 2019 WQ11
- 2019 WR11
- 2019 WS11
- 2019 WT11
- 2019 WU11
- 2019 WW11
- 2019 WX11
- 2019 WY11
- 2019 WZ11
- 2019 WA12
- 2019 WB12
- 2019 WC12
- 2019 WD12
- 2019 WE12
- 2019 WF12
- 2019 WG12
- 2019 WH12
- 2019 WJ12
- 2019 WK12
- 2019 WL12
- 2019 WM12
- 2019 WN12
- 2019 WO12
- 2019 WP12
- 2019 WQ12
- 2019 WR12
- 2019 WS12
- 2019 WT12
- 2019 WU12
- 2019 WV12
- 2019 WW12
- 2019 WX12
- 2019 WY12
- 2019 WZ12
- 2019 WA13
- 2019 WB13
- 2019 WC13
- 2019 WF13
- 2019 WJ13
- 2019 WK13
- 2019 WL13
- 2019 WN13
- 2019 WO13
- 2019 WP13
- 2019 WQ13
- 2019 WR13
- 2019 WS13
- 2019 WT13
- 2019 WV13
- 2019 WX13
- 2019 WY13
- 2019 WZ13
- 2019 WA14
- 2019 WB14
- 2019 WC14
- 2019 WD14
- 2019 WF14
- 2019 WG14
- 2019 WH14
- 2019 WJ14
- 2019 WK14
- 2019 WL14
- 2019 WM14
- 2019 WN14
- 2019 WO14
- 2019 WP14
- 2019 WQ14
- 2019 WR14
- 2019 WS14
- 2019 WT14
- 2019 WU14
- 2019 WV14
- 2019 WW14
- 2019 WX14
- 2019 WY14
- 2019 WZ14
- 2019 WE15
- 2019 WF15
- 2019 WG15
- 2019 WH15
- 2019 WJ15
- 2019 WK15
- 2019 WL15
- 2019 WN15
- 2019 WO15
- 2019 WR15
- 2019 WS15
- 2019 WT15
- 2019 WU15
- 2019 WV15
- 2019 WW15
- 2019 WX15
- 2019 WY15
- 2019 WZ15
- 2019 WA16
- 2019 WB16
- 2019 WC16
- 2019 WF16
- 2019 WK16
- 2019 WL16
- 2019 WM16
- 2019 WN16
- 2019 WO16
- 2019 WP16
- 2019 WQ16
- 2019 WR16
- 2019 WS16
- 2019 WU16
- 2019 WV16
- 2019 WW16
- 2019 WX16
- 2019 WZ16
- 2019 WA17
- 2019 WB17
- 2019 WC17
- 2019 WD17
- 2019 WE17
- 2019 WF17
- 2019 WG17
- 2019 WH17
- 2019 WJ17
- 2019 WK17
- 2019 WL17
- 2019 WM17
- 2019 WN17
- 2019 WO17
- 2019 WP17
- 2019 WQ17
- 2019 WR17
- 2019 WS17
- 2019 WT17
- 2019 WU17
- 2019 WV17
- 2019 WW17
- 2019 WX17
- 2019 WY17
- 2019 WZ17
- 2019 WA18
- 2019 WD18
- 2019 WJ18
- 2019 WL18
- 2019 WM18
- 2019 WN18
- 2019 WR18
- 2019 WS18
- 2019 WT18
- 2019 WU18
- 2019 WV18
- 2019 WW18
- 2019 WX18
- 2019 WY18
- 2019 WZ18
- 2019 WB19
- 2019 WC19
- 2019 WE19
- 2019 WF19
- 2019 WG19
- 2019 WJ19
- 2019 WL19
- 2019 WM19
- 2019 WN19
- 2019 WO19
- 2019 WP19
- 2019 WQ19
- 2019 WS19
- 2019 WT19
- 2019 WU19
- 2019 WV19
- 2019 WW19
- 2019 WY19
- 2019 WZ19
- 2019 WA20
- 2019 WB20
- 2019 WC20
- 2019 WD20
- 2019 WE20
- 2019 WF20
- 2019 WG20
- 2019 WK20
- 2019 WL20
- 2019 WM20
- 2019 WN20
- 2019 WO20
- 2019 WP20
- 2019 WQ20
- 2019 WR20
- 2019 WS20
- 2019 WT20
- 2019 WU20
- 2019 WV20
- 2019 WX20
- 2019 WY20
- 2019 WZ20
- 2019 WA21
- 2019 WB21
- 2019 WC21
- 2019 WD21
- 2019 WE21
- 2019 WF21
- 2019 WG21
- 2019 WH21
- 2019 WK21
- 2019 WO21
- 2019 WR21
- 2019 WS21
- 2019 WT21
- 2019 WU21
- 2019 WW21
- 2019 WX21
- 2019 WZ21
- 2019 WB22
- 2019 WC22
- 2019 WD22
- 2019 WE22
- 2019 WF22
- 2019 WH22
- 2019 WJ22
- 2019 WK22
- 2019 WL22
- 2019 WM22
- 2019 WO22
- 2019 WP22
- 2019 WQ22
- 2019 WR22
- 2019 WS22
- 2019 WT22
- 2019 WU22
- 2019 WV22
- 2019 WW22
- 2019 WY22
- 2019 WZ22
- 2019 WA23
- 2019 WB23
- 2019 WC23
- 2019 WD23
- 2019 WE23
- 2019 WH23
- 2019 WJ23
- 2019 WL23
- 2019 WN23
- 2019 WO23
- 2019 WQ23
- 2019 WR23
- 2019 WS23
- 2019 WT23
- 2019 WU23
- 2019 WV23
- 2019 WW23
- 2019 WX23
- 2019 WY23
- 2019 WZ23
- 2019 WA24
- 2019 WB24
- 2019 WC24
- 2019 WD24
- 2019 WE24
- 2019 WF24
- 2019 WG24
- 2019 WH24
- 2019 WJ24
- 2019 WK24
- 2019 WL24
- 2019 WM24
- 2019 WN24
- 2019 WO24
- 2019 WP24
- 2019 WQ24
- 2019 WR24
- 2019 WS24
- 2019 WT24
- 2019 WU24
- 2019 WV24
- 2019 WW24
- 2019 WX24
- 2019 WY24
- 2019 WZ24
- 2019 WA25
- 2019 WB25
- 2019 WC25
- 2019 WD25
- 2019 WE25
- 2019 WF25
- 2019 WG25
- 2019 WH25
- 2019 WJ25
- 2019 WK25
- 2019 WL25
- 2019 WM25
- 2019 WN25
- 2019 WO25
- 2019 WP25
- 2019 WQ25
- 2019 WR25
- 2019 WS25
- 2019 WT25
- 2019 WU25
- 2019 WV25
- 2019 WW25
- 2019 WX25
- 2019 WY25
- 2019 WZ25
- 2019 WA26
- 2019 WB26
- 2019 WD26
- 2019 WE26
- 2019 WF26
- 2019 WG26
- 2019 WH26
- 2019 WJ26
- 2019 WK26
- 2019 WL26
- 2019 WM26
- 2019 WN26
- 2019 WO26
- 2019 WP26
- 2019 WQ26
- 2019 WR26
- 2019 WS26
- 2019 WT26
- 2019 WU26
- 2019 WV26
- 2019 WW26
- 2019 WX26
- 2019 WY26
- 2019 WZ26
- 2019 WA27
- 2019 WB27
- 2019 WC27
- 2019 WD27
- 2019 WE27
- 2019 WF27
- 2019 WG27
- 2019 WH27
- 2019 WJ27
- 2019 WK27
- 2019 WL27
- 2019 WM27
- 2019 WN27
- 2019 WO27
- 2019 WP27
- 2019 WQ27
- 2019 WR27
- 2019 WS27
- 2019 WU27
- 2019 WV27
- 2019 WW27
- 2019 WX27
- 2019 WY27
- 2019 WZ27
- 2019 WA28
- 2019 WB28
- 2019 WC28
- 2019 WE28
- 2019 WF28
- 2019 WG28
- 2019 WH28
- 2019 WJ28
- 2019 WK28
- 2019 WL28
- 2019 WM28
- 2019 WN28
- 2019 WO28
- 2019 WP28
- 2019 WQ28
- 2019 WR28
- 2019 WS28
- 2019 WT28
- 2019 WU28
- 2019 WV28
- 2019 WW28
- 2019 WX28
- 2019 WY28
- 2019 WZ28
- 2019 WB29
- 2019 WC29
- 2019 WD29
- 2019 WE29
- 2019 WF29
- 2019 WG29
- 2019 WJ29
- 2019 WK29
- 2019 WL29
- 2019 WM29
- 2019 WN29
- 2019 WO29
- 2019 WP29
- 2019 WQ29
- 2019 WR29
- 2019 WS29
- 2019 WT29
- 2019 WV29
- 2019 WW29
- 2019 WX29
- 2019 WY29
- 2019 WZ29
- 2019 WA30
- 2019 WB30
- 2019 WC30
- 2019 WD30
- 2019 WE30
- 2019 WG30
- 2019 WH30
- 2019 WJ30
- 2019 WK30
- 2019 WL30
- 2019 WM30
- 2019 WN30
- 2019 WO30
- 2019 WP30
- 2019 WQ30
- 2019 WR30
- 2019 WS30
- 2019 WT30
- 2019 WU30
- 2019 WV30
- 2019 WW30
- 2019 WX30
- 2019 WY30
- 2019 WZ30
- 2019 WA31
- 2019 WB31
- 2019 WC31
- 2019 WD31
- 2019 WE31
- 2019 WF31
- 2019 WG31
- 2019 WH31
- 2019 WJ31
- 2019 WK31
- 2019 WL31
- 2019 WM31
- 2019 WN31
- 2019 WO31
- 2019 WP31
- 2019 WQ31
- 2019 WR31
- 2019 WS31
- 2019 WU31
- 2019 WV31
- 2019 WW31
- 2019 WX31
- 2019 WY31
- 2019 WZ31
- 2019 WA32
- 2019 WB32
- 2019 WC32
- 2019 WD32
- 2019 WE32
- 2019 WF32
- 2019 WG32
- 2019 WH32
- 2019 WJ32
- 2019 WK32
- 2019 WL32
- 2019 WM32
- 2019 WN32
- 2019 WO32
- 2019 WP32
- 2019 WQ32
- 2019 WR32
- 2019 WS32
- 2019 WT32
- 2019 WU32
- 2019 WV32
- 2019 WW32
- 2019 WX32
- 2019 WY32
- 2019 WZ32
- 2019 WA33
- 2019 WB33
- 2019 WC33
- 2019 WD33
- 2019 WE33
- 2019 WF33
- 2019 WG33
- 2019 WH33
- 2019 WJ33
- 2019 WK33
- 2019 WL33
- 2019 WM33
- 2019 WN33
- 2019 WO33
- 2019 WP33
- 2019 WQ33
- 2019 WR33
- 2019 WS33
- 2019 WT33
- 2019 WU33
- 2019 WV33
- 2019 WW33
- 2019 WX33
- 2019 WY33
- 2019 WZ33
- 2019 WA34
- 2019 WB34
- 2019 WC34
- 2019 WD34
- 2019 WE34
- 2019 WF34
- 2019 WG34
- 2019 WH34
- 2019 WJ34
- 2019 WK34
- 2019 WL34
- 2019 WM34
- 2019 WN34
- 2019 WO34
- 2019 WP34
- 2019 WQ34
- 2019 WR34
- 2019 WS34
- 2019 WT34
- 2019 WU34
- 2019 WV34
- 2019 WW34
- 2019 WX34
- 2019 WY34
- 2019 WZ34
- 2019 WA35
- 2019 WB35
- 2019 WC35
- 2019 WD35
- 2019 WE35
- 2019 WF35
- 2019 WG35
- 2019 WH35
- 2019 WJ35
- 2019 WK35
- 2019 WL35
- 2019 WM35
- 2019 WN35
- 2019 WO35
- 2019 WP35
- 2019 WQ35
- 2019 WR35
- 2019 WS35
- 2019 WT35
- 2019 WU35
- 2019 WV35
- 2019 WW35
- 2019 WX35
- 2019 WY35
- 2019 WZ35
- 2019 WA36
- 2019 WB36
- 2019 WC36
- 2019 WD36
- 2019 WE36
- 2019 WF36
- 2019 WG36
- 2019 WH36
- 2019 WJ36
- 2019 WK36
- 2019 WL36
- 2019 WM36
- 2019 WN36
- 2019 WO36
- 2019 WP36
- 2019 WQ36
- 2019 WR36
- 2019 WS36
- 2019 WT36
- 2019 WU36
- 2019 WV36
- 2019 WW36
- 2019 WX36
- 2019 WY36
- 2019 WZ36
- 2019 WA37
- 2019 WB37
- 2019 WC37
- 2019 WD37
- 2019 WE37
- 2019 WF37
- 2019 WG37
- 2019 WH37
- 2019 WJ37
- 2019 WK37
- 2019 WL37
- 2019 WM37
- 2019 WN37
- 2019 WO37
- 2019 WP37
- 2019 WQ37
- 2019 WR37
- 2019 WS37
- 2019 WT37
- 2019 WU37
- 2019 WV37
- 2019 WW37
- 2019 WX37
- 2019 WY37
- 2019 WZ37
- 2019 WA38
- 2019 WB38
- 2019 WC38
- 2019 WD38
- 2019 WE38
- 2019 WF38
- 2019 WG38
- 2019 WH38
- 2019 WJ38
- 2019 WK38
- 2019 WL38
- 2019 WM38
- 2019 WN38
- 2019 WO38
- 2019 WP38
- 2019 WQ38
- 2019 WR38
- 2019 WS38
- 2019 WT38
- 2019 WU38
- 2019 WV38
- 2019 WW38
- 2019 WX38
- 2019 WY38
- 2019 WZ38
- 2019 WA39
- 2019 WB39
- 2019 WC39
- 2019 WD39
- 2019 WE39
- 2019 WF39
- 2019 WG39
- 2019 WH39
- 2019 WJ39
- 2019 WK39
- 2019 WL39
- 2019 WM39
- 2019 WN39
- 2019 WO39
- 2019 WP39
- 2019 WQ39
- 2019 WR39
- 2019 WS39
- 2019 WT39
- 2019 WU39
- 2019 WV39
- 2019 WW39
- 2019 WX39
- 2019 WY39
- 2019 WZ39
- 2019 WA40
- 2019 WC40
- 2019 WD40
- 2019 WE40
- 2019 WF40
- 2019 WG40
- 2019 WH40
- 2019 WJ40
- 2019 WK40
- 2019 WL40
- 2019 WM40
- 2019 WN40
- 2019 WO40
- 2019 WP40
- 2019 WQ40
- 2019 WR40
- 2019 WS40
- 2019 WT40
- 2019 WU40
- 2019 WV40
- 2019 WW40
- 2019 WX40
- 2019 WY40
- 2019 WZ40
- 2019 WA41
- 2019 WB41
- 2019 WC41
- 2019 WD41
- 2019 WE41
- 2019 WF41
- 2019 WG41
- 2019 WH41
- 2019 WJ41
- 2019 WK41
- 2019 WL41
- 2019 WM41
- 2019 WN41
- 2019 WO41
- 2019 WP41
- 2019 WR41
- 2019 WS41
- 2019 WT41
- 2019 WU41
- 2019 WV41
- 2019 WW41
- 2019 WX41
- 2019 WY41
- 2019 WZ41
- 2019 WA42
- 2019 WB42
- 2019 WC42
- 2019 WD42
- 2019 WE42
- 2019 WF42
- 2019 WG42
- 2019 WH42
- 2019 WJ42
- 2019 WK42
- 2019 WL42
- 2019 WM42
- 2019 WN42
- 2019 WO42
- 2019 WP42
- 2019 WQ42
- 2019 WR42
- 2019 WS42
- 2019 WT42
- 2019 WU42
- 2019 WV42
- 2019 WW42
- 2019 WX42
- 2019 WY42
- 2019 WZ42
- 2019 WA43
- 2019 WB43
- 2019 WC43
- 2019 WD43
- 2019 WE43
- 2019 WF43
- 2019 WG43
- 2019 WH43
- 2019 WJ43
- 2019 WK43
- 2019 WL43
- 2019 WM43
- 2019 WN43
- 2019 WO43
- 2019 WP43
- 2019 WQ43
- 2019 WR43
- 2019 WS43
- 2019 WT43
- 2019 WW43
- 2019 WX43
- 2019 WY43
- 2019 WZ43
- 2019 WB44
- 2019 WC44
- 2019 WD44
- 2019 WE44
- 2019 WF44
- 2019 WG44
- 2019 WH44
- 2019 WJ44
- 2019 WK44
- 2019 WL44
- 2019 WM44
- 2019 WN44
- 2019 WO44
- 2019 WP44
- 2019 WQ44
- 2019 WR44
- 2019 WS44
- 2019 WT44
- 2019 WU44
- 2019 WV44
- 2019 WW44
- 2019 WX44
- 2019 WZ44
- 2019 WA45
- 2019 WB45
- 2019 WC45
- 2019 WD45
- 2019 WE45
- 2019 WF45
- 2019 WG45
- 2019 WH45
- 2019 WJ45
- 2019 WK45
- 2019 WL45
- 2019 WM45
- 2019 WN45
- 2019 WO45
- 2019 WP45
- 2019 WQ45
- 2019 WR45
- 2019 WT45
- 2019 WU45
- 2019 WV45
- 2019 WW45
- 2019 WX45
- 2019 WY45
- 2019 WZ45
- 2019 WA46
- 2019 WB46
- 2019 WC46
- 2019 WD46
- 2019 WE46
- 2019 WF46
- 2019 WG46
- 2019 WH46
- 2019 WJ46
- 2019 WK46
- 2019 WL46
- 2019 WM46
- 2019 WN46
- 2019 WO46
- 2019 WP46
- 2019 WQ46
- 2019 WR46
- 2019 WS46